# Phoxinus saylori
Phoxinus saylori är en fiskart som beskrevs av Skelton 2001. Phoxinus saylori ingår i släktet Phoxinus och familjen karpfiskar. Inga underarter finns listade i Catalogue of Life.